# Rebordões
Rebordões ist eine Gemeinde im Norden Portugals.
Rebordões gehört zum Kreis Santo Tirso im Distrikt Porto, besitzt eine Fläche von 4,2 km² und hat 3130 Einwohner (Stand 19. April 2021).

## Persönlichkeiten
- Luís Gonzaga Ferreira da Silva SJ (1923–2013), Bischof von Lichinga (Mosambik)